# Monticello (Maine)
Monticello és una població dels Estats Units a l'estat de Maine (EUA). Segons el cens del 2000 tenia 790 habitants.

## Demografia
Segons el cens del 2000, Monticello tenia 790 habitants, 325 habitatges, i 230 famílies. La densitat de població era de 8 habitants/km².
Dels 325 habitatges en un 28,6% hi vivien nens de menys de 18 anys, en un 59,7% hi vivien parelles casades, en un 6,2% dones solteres, i en un 29,2% no eren unitats familiars. En el 24% dels habitatges hi vivien persones soles el 14,8% de les quals corresponia a persones de 65 anys o més que vivien soles. El nombre mitjà de persones vivint en cada habitatge era de 2,43 i el nombre mitjà de persones que vivien en cada família era de 2,9.
Per edats la població es repartia de la següent manera: un 22,5% tenia menys de 18 anys, un 7,1% entre 18 i 24, un 24,6% entre 25 i 44, un 26,6% de 45 a 60 i un 19,2% 65 anys o més.
L'edat mediana era de 42 anys. Per cada 100 dones de 18 o més anys hi havia 96,2 homes.
La renda mediana per habitatge era de 23.566 $ i la renda mediana per família de 30.000 $. Els homes tenien una renda mediana de 21.688 $ mentre que les dones 17.431 $. La renda per capita de la població era de 12.489 $. Entorn del 6,8% de les famílies i el 12,1% de la població estaven per davall del llindar de pobresa.